# Винеторі (Галац)
Винеторі (рум. Vânători) — село у повіті Галац в Румунії. Входить до складу комуни Винеторі.
Село розташоване на відстані 193 км на північний схід від Бухареста, 11 км на північ від Галаца.

## Населення
За даними перепису населення 2002 року у селі проживали 1953 особи, з них 1951 особа (99,9%) румунів. Рідною мовою 1951 особа (99,9%) назвала румунську.